# Джефф Сендерсон
Джефф Сендерсон (англ. Geoff Sanderson, нар. 1 лютого 1972, Гей Рівер) — колишній канадський хокеїст, що грав на позиції крайнього нападника. Грав за збірну команду Канади.
Провів понад тисячу матчів у Національній хокейній лізі. 

## Ігрова кар'єра
Хокейну кар'єру розпочав 1987 року.
1990 року був обраний на драфті НХЛ під 36-м загальним номером командою «Гартфорд Вейлерс». 
Протягом професійної клубної ігрової кар'єри, що тривала 18 років, захищав кольори команд «Гартфорд Вейлерс», «Кароліна Гаррікейнс», «Ванкувер Канакс», «Баффало Сейбрс», «Колумбус Блю-Джекетс», «Фінікс Койотс», «Філадельфія Флаєрс» та «Едмонтон Ойлерс».
Загалом провів 1159 матчів у НХЛ, включаючи 55 ігор плей-оф Кубка Стенлі.
Виступав за збірну Канади, провів 27 ігор в її складі.

## Нагороди та досягнення
- Учасник матчу усіх зірок НХЛ — 1994, 1997.

## Інше
У сезоні 2010/11 відповідав у клубі НХЛ «Нью-Йорк Айлендерс» за роботу скаутів, але перед сезоном 2011/12 покинув свій пост. Зараз працює в нафтогазовій компанії «Breakaway Matting».

## Статистика

### Клубні виступи
| Сезон         | Клуб                    | Ліга          | Регулярний сезон | Регулярний сезон | Регулярний сезон | Регулярний сезон | Регулярний сезон | Плей-оф | Плей-оф | Плей-оф | Плей-оф | Плей-оф |
| Сезон         | Клуб                    | Ліга          | І                | Г                | П                | О                | ШХ               | І       | Г       | П       | О       | ШХ      |
| ------------- | ----------------------- | ------------- | ---------------- | ---------------- | ---------------- | ---------------- | ---------------- | ------- | ------- | ------- | ------- | ------- |
| 1987–88       | «Сен-Альберт Роялс»     | АМХЛ          | 45               | 65               | 55               | 120              | 175              | —       | —       | —       | —       | —       |
| 1988–89       | «Свіфт-Каррент Бронкос» | ЗХЛ           | 58               | 17               | 11               | 28               | 16               | 12      | 3       | 5       | 8       | 6       |
| 1989–90       | «Свіфт-Каррент Бронкос» | ЗХЛ           | 70               | 32               | 62               | 94               | 56               | 4       | 1       | 4       | 5       | 8       |
| 1990–91       | «Свіфт-Каррент Бронкос» | ЗХЛ           | 70               | 62               | 50               | 112              | 57               | 3       | 1       | 2       | 3       | 4       |
| 1990–91       | «Гартфорд Вейлерс»      | НХЛ           | 2                | 1                | 0                | 1                | 0                | 3       | 0       | 0       | 0       | 0       |
| 1990–91       | «Спрингфілд Індіанс»    | АХЛ           | —                | —                | —                | —                | —                | 1       | 0       | 0       | 0       | 2       |
| 1991–92       | «Гартфорд Вейлерс»      | НХЛ           | 64               | 13               | 18               | 31               | 18               | 7       | 1       | 0       | 1       | 2       |
| 1992–93       | «Гартфорд Вейлерс»      | НХЛ           | 82               | 46               | 43               | 89               | 28               | —       | —       | —       | —       | —       |
| 1993–94       | «Гартфорд Вейлерс»      | НХЛ           | 82               | 41               | 26               | 67               | 42               | —       | —       | —       | —       | —       |
| 1994–95       | ГПК Гямеенлінна         | СМ-ліга       | 12               | 6                | 4                | 10               | 24               | —       | —       | —       | —       | —       |
| 1994–95       | «Гартфорд Вейлерс»      | НХЛ           | 46               | 18               | 14               | 32               | 24               | —       | —       | —       | —       | —       |
| 1995–96       | «Гартфорд Вейлерс»      | НХЛ           | 81               | 34               | 31               | 65               | 40               | —       | —       | —       | —       | —       |
| 1996–97       | «Гартфорд Вейлерс»      | НХЛ           | 82               | 36               | 31               | 67               | 29               | —       | —       | —       | —       | —       |
| 1997–98       | «Кароліна Гаррікейнс»   | НХЛ           | 40               | 7                | 10               | 17               | 14               | —       | —       | —       | —       | —       |
| 1997–98       | «Ванкувер Канакс»       | НХЛ           | 9                | 0                | 3                | 3                | 4                | —       | —       | —       | —       | —       |
| 1997–98       | «Баффало Сейбрс»        | НХЛ           | 26               | 4                | 5                | 9                | 20               | 14      | 3       | 1       | 4       | 4       |
| 1998–99       | «Баффало Сейбрс»        | НХЛ           | 75               | 12               | 18               | 30               | 22               | 19      | 4       | 6       | 10      | 14      |
| 1999–00       | «Баффало Сейбрс»        | НХЛ           | 67               | 13               | 13               | 26               | 22               | 5       | 0       | 2       | 2       | 8       |
| 2000–01       | «Колумбус Блю-Джекетс»  | НХЛ           | 68               | 30               | 26               | 56               | 46               | —       | —       | —       | —       | —       |
| 2001–02       | «Колумбус Блю-Джекетс»  | НХЛ           | 42               | 11               | 5                | 16               | 12               | —       | —       | —       | —       | —       |
| 2002–03       | «Колумбус Блю-Джекетс»  | НХЛ           | 82               | 34               | 33               | 67               | 34               | —       | —       | —       | —       | —       |
| 2003–04       | «Колумбус Блю-Джекетс»  | НХЛ           | 67               | 13               | 16               | 29               | 34               | —       | —       | —       | —       | —       |
| 2003–04       | «Ванкувер Канакс»       | НХЛ           | 13               | 3                | 4                | 7                | 4                | 7       | 1       | 1       | 2       | 4       |
| 2004–05       | «Женева-Серветт»        | НЛА           | 9                | 4                | 1                | 5                | 29               | —       | —       | —       | —       | —       |
| 2005–06       | «Колумбус Блю-Джекетс»  | НХЛ           | 2                | 0                | 0                | 0                | 0                | —       | —       | —       | —       | —       |
| 2005–06       | «Фінікс Койотс»         | НХЛ           | 75               | 25               | 21               | 46               | 58               | —       | —       | —       | —       | —       |
| 2006–07       | «Філадельфія Флаєрс»    | НХЛ           | 58               | 11               | 18               | 29               | 44               | —       | —       | —       | —       | —       |
| 2007–08       | «Едмонтон Ойлерс»       | НХЛ           | 41               | 3                | 10               | 13               | 16               | —       | —       | —       | —       | —       |
| 0Усього в НХЛ | 0Усього в НХЛ           | 0Усього в НХЛ | 1104             | 355              | 345              | 700              | 511              | 55      | 9       | 10      | 19      | 32      |

### Збірна
| Рік                | Команда            | Турнір             | Місце              | І  | Г  | П | О  | ШХ |
| ------------------ | ------------------ | ------------------ | ------------------ | -- | -- | - | -- | -- |
| 1993               | Канада             | ЧС                 | 4-е                | 8  | 3  | 3 | 6  | 2  |
| 1994               | Канада             | ЧС                 | 1                  | 8  | 4  | 2 | 6  | 8  |
| 1997               | Канада             | ЧС                 | 1                  | 11 | 3  | 2 | 5  | 2  |
| Національна збірна | Національна збірна | Національна збірна | Національна збірна | 27 | 10 | 7 | 17 | 12 |